# Comité Olímpico Chipriota
El Comité Olímpico Chipriota es el Comité Olímpico Nacional de Chipre. Su sede administrativa está ubicada en la ciudad de Nicosia.
Es responsable de promover los ideales olímpicos en la isla y de garantizar que Chipre esté representado en los Juegos Olímpicos y otros eventos multideportivos. Está conformado por 31 federaciones deportivas que eligen al Consejo Ejecutivo compuesto por el presidente y doce miembros.

## Presidentes
| Presidente             | Periodo       |
| ---------------------- | ------------- |
| Stelios Garanis        | 1974-1976     |
| Demetrakis Demetriades | 1976-1984     |
| Kikis N. Lazarides     | 1984-2008     |
| Ouranios Ioannides     | 2008-2016     |
| Dinos Michaelides      | 2016-presente |

## Comité ejecutivo
- Presidente: Dinos Michaelides
- Vicepresidente: Georgios Chrysostomou
- Secretario general: Charalambos Lottas
- Tesorero: Damianos Hadjidamianou
- Miembros: Yiotis Ioannides, George Apostolou, Sotos Trikomitis, Michalis Krashias, Sofoklis Charalampidis, Georgios Papageorgiou, Ioannis Photiou, Kalli Hadjiiosif, Andreas Chasikos